# صنعت‌زدایی

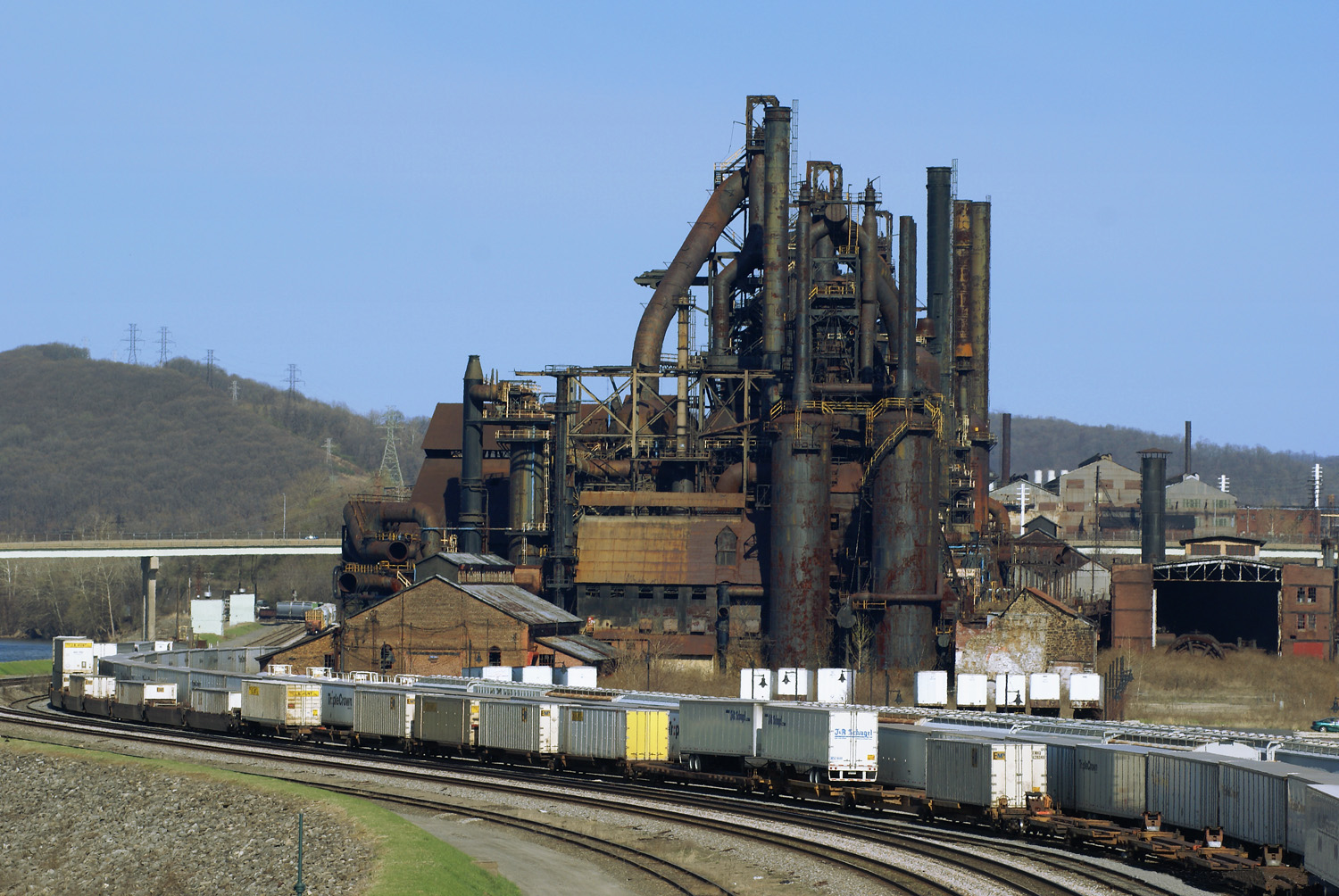
کارخانه فولاد بیتلهم در بیتلهم، پنسیلوانیا یکی از تولیدکنندگان پیشرو فولاد جهان در قرن بیستم بود. در سال ۱۹۸۲، اکثر فعالیت‌های این شرکت متوقف شد. در سال ۲۰۰۱ میلادی این شرکت اعلام ورشکستگی کرد و در سال ۲۰۰۳ میلادی منحل شد.

صنعت‌زدایی یا صنعتی‌زدایی (به انگلیسی:Deindustrialization) فرآیندی از تغییرات اجتماعی و اقتصادی است که در اثر حذف یا کاهش ظرفیت یا فعالیت صنعتی در یک کشور یا منطقه به‌ویژه صنایع سنگین یا صنایع تولیدی ایجاد می‌شود.
تعابیر مختلفی از صنعتی‌زدایی وجود دارد. بسیاری صنعتی‌زدایی‌شدن ایالات‌متحده را با تعطیلی انبوه کارخانه‌های خودروسازی در به اصطلاح «کمربند زنگار» بین سال‌های ۱۹۸۰ و ۱۹۹۰ میلادی مرتبط می‌دانند. فدرال رزرو ایالات متحده نرخ بهره و ارز را از سال ۱۹۷۹ افزایش داد و تا سال ۱۹۸۴ این افزایش نرخ ادامه یافت و به‌طور خودکار باعث کاهش قیمت واردات شد. اقتصاد ژاپن در این زمان به سرعت در حال گسترش بهره‌وری خود بود و این گسترش، باعث تخریب بخش ماشین ابزار ایالات متحده شد. موج دوم صنعتی‌زدایی بین سال‌های ۲۰۰۱ و ۲۰۰۹ رخ داد و با کمک مالی دولت فدرال آمریکا به دو شرکت خودروساز جنرال موتورز و کرایسلر به اوج خود رسید.
تحقیقات به سرمایه‌گذاری در اختراعات به جای تجهیزات سرمایه ای جدید به عنوان یک عامل کمک کننده در پدیده صنعتی‌زدایی اشاره کرده‌است. در سطحی اساسی‌تر، کارنیکراس و لیور چهار تعریف ممکن از صنعتی‌زدایی را ارائه می‌کنند:  
1. کاهش بلندمدت و مستقیم در تولید کالاهای تولیدی یا اشتغال در بخش تولید می‌تواند باعث صنعتی‌زدایی شود.
2. تغییر از بخش تولید به بخش خدمات، به طوری که تولید سهم کمتری از کل اشتغال داشته‌باشد. چنین تغییری ممکن است حتی درصورت رشد مطلق اشتغال در بخش تولید رخ دهد.
3. در یک اقتصاد در فرایند صنعتی‌زدایی، کالاهای تولیدی سهم در حال کاهشی از تجارت خارجی را تشکیل می‌دهند، به طوری که دستیابی به مازاد کافی صادرات نسبت به واردات برای حفظ اقتصاد در تعادل خارجی به صورتی تدریجی شکست می‌خورد.
4. انباشت متدوام کسری تراز تجاری در یک کشور یا منطقه‌ای که قادر به پرداخت هزینه واردات لازم برای حفظ تولید بیشتر کالاها نیست می‌تواند باعث شروع یک کسادی اقتصادی و فرایند صنعتی‌زدایی شود.

## بررسی اجمالی

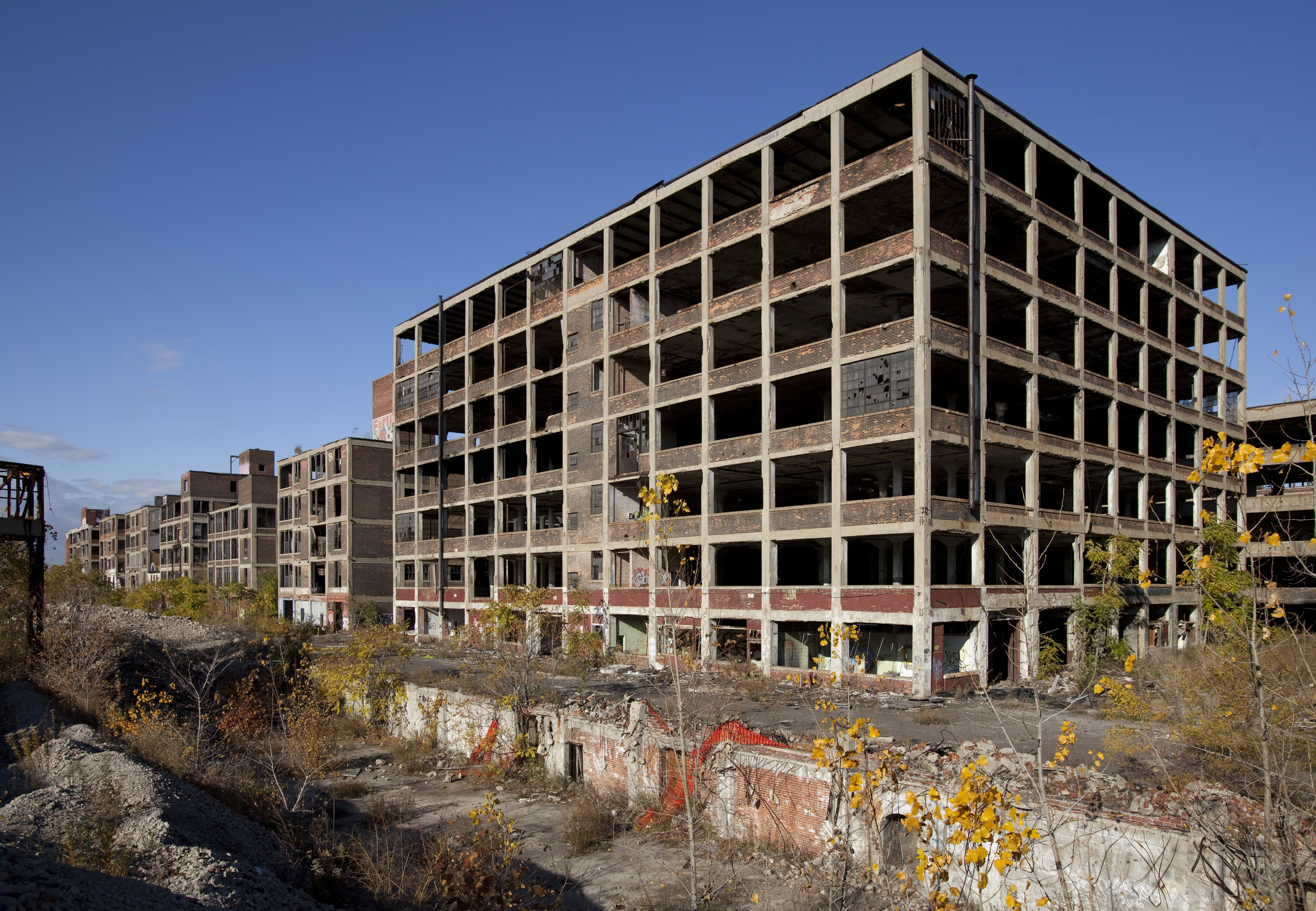
کارخانه سابق خودروسازی پاکارد در دیترویت یکی از شناخته‌شده‌ترین نمادهای افول صنعت خودروسازی این شهر است.

نظریه‌هایی که صنعتی‌زدایی را پیش‌بینی یا توضیح می‌دهند، تبار و تاریخچه فکری طولانی دارند. رابرت روتورن استدلال می‌کند که نظریه کارل مارکس در مورد سود رو به افول (صنعتی) ممکن است به عنوان یکی از اولین نظریه‌ها در این زمینه در نظر گرفته شود. این نظریه استدلال می‌کند که نوآوری و فنآوری ابزارهای تولید کارآمدتری را به وجود می‌آورد. این ابزارهای تولید کارآمد تر باعث افزایش بهره‌وری فیزیکی می‌شود و خروجی اقتصادی بیشتر ارزش استفاده را به ازای هر واحد سرمایه سرمایه‌گذاری شده به وجود می‌آید. با این حال و به موازات آن، نوآوری‌های تکنولوژیکی و ماشین‌آلات جایگزین انسان‌ها می‌شوند و ترکیب ارگانیک سرمایه افزایش می‌یابد. با فرض اینکه تنها نیروی کار می‌تواند ارزش اضافی جدیدی را تولید کند، این خروجی فیزیکی بیشتر، ارزش و ارزش اضافی کمتری را در بر می‌گیرد و درنتیجه میانگین نرخ سود صنعتی در بلندمدت کاهش می‌یابد.
رابرت روتورن و ولز  بین تفسیرهایی که صنعتی‌زدایی را مثبت (همانند نوعی بلوغ اقتصادی) و آنهایی که صنعتی‌زدایی را منفی می‌دانند تمایز قائل می‌شوند. آنها پیشنهاد می‌کنند که صنعتی‌زدایی ممکن است هم اثر و هم دلیلی برای عملکرد ضعیف اقتصادی باشد.
جرج ریسمن  تورم را عاملی مشارکت‌کننده در صنعتی‌زدایی می‌داند. در تحلیل او، فرایند تورم پول فیات، محاسبات اقتصادی لازم برای راه اندازی شرکت‌های تولیدی مبتنی بر سرمایه را مخدوش می‌کند و سرمایه‌گذاری‌های لازم برای حفظ و پایداری عملیات این گونه شرکت‌ها بی سود می‌شود.
تغییرات و ترتیبات نهادی مانند بازساختاری اقتصادی نیز در صنعتی‌زدایی مشارکت داشته‌است. با پیشرفت در ترابری، ارتباطات و فناوری اطلاعات، ایجاد شدن اقتصادی جهانی با سرمایه‌گذاری مستقیم خارجی، جابجایی سرمایه و مهاجرت نیروی کار تشویق شد. همچنین تأکید نظریه جدید اقتصادی بر سوق‌دادن زمین، سرمایه، و کارآفرینی به تخصص‌گرایی، تولید را به سمت سایت‌ها و مکان‌های کم‌هزینه‌تر در حاشیه بافت‌های شهری منتقل کرد و بخش خدمات اقتصادها و تجمعات مالی آنان در مراکز مناطق شهری جای گرفتند.  
اصطلاح بحران صنعتی‌زدایی برای توصیف کاهش صنعت بر نیروی کار در تعدادی از کشورها و فرار مشاغل از شهرها استفاده شده‌است. یکی از نمونه‌های آن، تولید بر پایه نیروی کار فشرده‌است. پس از اینکه در دهه‌های ۱۹۸۰ و ۱۹۹۰ موافقت‌نامه‌های تجارت آزاد با کشورهای کمتر توسعه‌یافته منعقد شد، تولیدکنندگانی که نیروی کار زیادی داشتند، تأسیسات تولیدی خود را به کشورهای جهان سوم با دستمزدهای بسیار پایین‌تر و دارای استانداردهای‌زندگی پایین‌تر منتقل کردند. علاوه بر این، اختراعات تکنولوژیکی که نیاز به کار دستی کمتری داشتند، مانند ربات‌های صنعتی، بسیاری از مشاغل تولیدی را برای انسان حذف کرده‌اند.